# Károly Vitus
Károly Vitus war ein ungarischer Tennisspieler.

## Biografie
Vitus nahm 1906 am Tenniswettbewerb der Olympischen Zwischenspiele in Athen teil. Einzig im Einzel trat er an und unterlag dort dem Böhmen Jaroslav Žemla in zwei Sätzen mit 4:6, 5:7. Über Vitus ist ansonsten nichts sicher bekannt. Es wird spekuliert, dass der Tennisspieler Dezső Lauber unter einem Pseudonym an diesem Turnier teilnahm, da ein Spieler namens Vitus in Ungarn nicht bekannt war. Ein gleichnamiger Ungar soll am 12. Juni 1915 im 1. Weltkrieg gestorben sein. Einen Beweis, dass es sich dabei um den Teilnehmer der Spiele handelt, gibt es aber nicht.